# Léo Lacroix (calciatore)
Léo Lacroix (Losanna, 27 febbraio 1992) è un calciatore svizzero di origini brasiliane, difensore svincolato.

## Caratteristiche tecniche
Gioca come difensore centrale.

## Carriera

### Club
Lacroix fa il suo esordio in massima serie con la maglia del Sion durante la stagione 2009-2010. Le due stagioni successive gioca con la primavera della squadra vallesana, per poi essere integrato in prima squadra la stagione seguente. Firma un prolungamento del contratto fino al termine del mese di giugno 2017 dopo l'approdo al Sion di Laurent Roussey come allenatore e dopo aver disputato tutte le partite in campionato sin dall'inizio della stagione 2013-14.
Il 31 agosto 2016 passa al Saint-Étienne per 3 milioni di euro.

### Nazionale
Gioca la sua prima partita con la Svizzera Under-21 a Växjö il 6 giugno 2013 in occasione della partita vinta 3-2 contro la Svezia Under-21, sostituendo Mërgim Brahimi a un minuto dal termine dell'incontro. Gioca la sua prima partita da titolare il 14 ottobre dello stesso anno a Lugano in occasione della partita valida per le qualificazioni all'Europeo 2015 contro la Croazia Under-21 (partita persa per 2-0).
Nell'ottobre del 2016 Lacroix è stato convocato per la prima volta nelle file della Nazionale maggiore, in occasione delle partite di qualificazione al mondiale del 2018 contro Ungheria e Andorra, senza però scendere in campo.
Ha debuttato poi in Nazionale A due anni più tardi il 14 novembre 2018 nell'amichevole persa per 1-0 in casa a Lugano contro il Qatar, giocando da titolare e disputando poi l'intera partita.

## Statistiche

### Cronologia presenze e reti in nazionale
| Cronologia completa delle presenze e delle reti in nazionale ― Svizzera | Cronologia completa delle presenze e delle reti in nazionale ― Svizzera | Cronologia completa delle presenze e delle reti in nazionale ― Svizzera | Cronologia completa delle presenze e delle reti in nazionale ― Svizzera | Cronologia completa delle presenze e delle reti in nazionale ― Svizzera | Cronologia completa delle presenze e delle reti in nazionale ― Svizzera | Cronologia completa delle presenze e delle reti in nazionale ― Svizzera | Cronologia completa delle presenze e delle reti in nazionale ― Svizzera |
| Data                                                                    | Città                                                                   | In casa                                                                 | Risultato                                                               | Ospiti                                                                  | Competizione                                                            | Reti                                                                    | Note                                                                    |
| ----------------------------------------------------------------------- | ----------------------------------------------------------------------- | ----------------------------------------------------------------------- | ----------------------------------------------------------------------- | ----------------------------------------------------------------------- | ----------------------------------------------------------------------- | ----------------------------------------------------------------------- | ----------------------------------------------------------------------- |
| 14-11-2018                                                              | Lugano                                                                  | Svizzera                                                                | 0 – 1                                                                   | Qatar                                                                   | Amichevole                                                              | -                                                                       |                                                                         |
| Totale                                                                  |                                                                         | Presenze                                                                | 1                                                                       |                                                                         | Reti                                                                    | 0                                                                       |                                                                         |

## Palmarès

### Club

#### Competizioni nazionali
- Coppa Svizzera: 1

Sion: 2014-2015
- Campionato australiano: 1

Western United: 2021-2022